# Aloe sakoankenke
Aloe sakoankenke là một loài thực vật có hoa trong họ Măng tây. Loài này được J.-B.Castillon mô tả khoa học đầu tiên năm 2004.